# Lac du Verney (Vallée d'Aoste)
Pour les articles homonymes, voir Lac du Verney et Verney.
Le lac du Verney se trouve dans le haut vallon de La Thuile, près du col du Petit-Saint-Bernard. C'est l'un des plus gros de la Vallée d'Aoste (20,3 hectares).

## Pêche
Le lac du Verney est une réserve touristique gérée par le Consortium régional pour la pêche de la Vallée d'Aoste. Il attire beaucoup de pêcheurs aussi bien du côté italien que français.